# Груз 200
Груз 200 (груз две́сти) — условное кодированное обозначение, применяемое при перевозке тела погибшего (умершего) военнослужащего к месту захоронения. Обозначение цинкового гроба с телом погибшего солдата, в широком смысле погибшего. Также используется как эвфемизм для трупов убитых солдат. В жаргоне военных сокращается как двухсо́тый (груз).

## Появление термина
Существует несколько разных версий происхождения термина:
- по номеру соответствующего приказа Министра обороны СССР;
- в соответствии с нормативным весом транспортируемого контейнера с телом военнослужащего (200 килограммов) (абз. 4 п. 65 Руководства по оформлению воинских перевозок в Министерстве обороны и расчётам за них, утверждённого приказом Министра обороны СССР от 08.10.1984 № 200);
- якобы по номеру формы бланка-накладной, на которой заполнялись соответствующие экспедиционные данные; в действительности же форма требования-накладной носила номер «2» (Приложение № 6 к п. 101 Руководства).

Фактически термин вошёл в обиход во время военного конфликта в Афганистане после принятия Руководства по оформлению воинских перевозок в Министерстве обороны и расчётам за них, утверждённого приказом Министра обороны СССР от 8 октября 1984 года № 200 «О введении в действие Руководства по оформлению воинских перевозок в Министерстве обороны и расчётам за них». Согласно указанному руководству, при перевозке погибшего военнослужащего на гроб с телом выдавался багажный талон на 200 кг груза, если перевозка осуществлялась авиацией, и на 300 кг, если гроб перевозился по железной дороге:

Для перевозки гроба с телом погибшего (умершего) военным транспортным самолётом (вертолётом) или самолётом (вертолётом) гражданской авиации в воинской части выдаётся талон багажный на 200 кг груза от аэродрома (аэропорта) отправления до аэродрома (аэропорта) назначения.
Для перевозки гроба с телом погибшего (умершего) железнодорожным транспортом выдаётся талон багажный на 300 кг багажа от станции отправления до станции назначения.
Для перевозки гроба с телом погибшего (умершего) морским, речным транспортом от порта отправления до порта назначения, автомобильным транспортом от пункта отправления до пункта назначения выдаётся требование-накладная формы 2 с указанием: «Гроб с телом погибшего (умершего)».

Вышеуказанным нормативом были внесены аналогичные положения и в ст. 24 Инструкции, введённой в действие Директивой заместителя Министра обороны СССР 1981 года № Д-0041.
После принятия Инструкции о порядке оформления, выдачи воинских перевозочных документов и оплаты воинских перевозок в системе МВД СССР, утверждённой приказом МВД СССР от 10 мая 1988 года № 100 «Об утверждении Инструкции о порядке оформления, выдачи воинских перевозочных документов и оплаты воинских перевозок в системе МВД СССР», указанные нормы перевозок были введены и для Министерства внутренних дел СССР:

Для перевозки гроба с телом погибшего (умершего) воздушным транспортом выдаётся талон багажный на 200 кг груза, а при перевозке железнодорожным транспортом — на 300 кг багажа.
Для перевозки гроба с телом погибшего (умершего) морским, речным, автомобильным транспортом от порта (пункта) отправления до порта (пункта) назначения выдаётся требование — накладная формы 2 с указанием: «гроб с телом погибшего (умершего)».
Указанные перевозочные документы выдаются лицам, сопровождающим гроб с телом погибшего (умершего) раздельно на каждый вид транспорта и с разрывом по пунктам перегрузки на воздушном, морском и автомобильном транспорте.

## Перевозка тела погибшего (умершего) военнослужащего
Во внутренних войсках МВД России перевозка погибших (умерших) военнослужащих осуществляется в герметичных оцинкованных запаянных гробах, в оцинкованный гроб при этом устанавливается деревянный гроб, а затем упаковывается в деревянный, плотно сколоченный транспортировочный ящик, общий вес ящика по нормам не должен превышать 200 кг при перевозке воздушным транспортом и 300 кг — при перевозке железнодорожным транспортом.

## Использование термина
Данный термин используется в оперативных переговорах военных и специальных служб для обозначения количества погибших и умерших от ранений («у нас четверо двухсотых»). То есть, он обозначает безвозвратные потери.

## Другие схожие именования
- Груз 100 — боевые припасы.
- Груз 300 — раненый.
- Груз 400 — контуженный или пленный.
- Груз 500 — медикаменты; также «пятисотыми» называют отказников, дезертиров.
- Груз 600 — крупногабаритный груз.
- Груз 700 — наличные денежные средства.
- Груз 800 — «особое» или химическое оружие.